# Kappa Hydri
Kappa Hydri är en orange jätte i Lilla vattenormens stjärnbild.
Stjärnan har visuell magnitud +5,99 och är svagt synlig för blotta ögat vid god seeing. Den befinner sig på ett avstånd av ungefär 315 ljusår.